# Los Corrales
Los Corrales és una localitat de la província de Sevilla, Andalusia, Espanya. L'any 2005 tenia 4.095 habitants. La seva extensió superficial és de 66 km² i té una densitat de 62,0 hab/km². Les seves coordenades geogràfiques són 37° 06′ N, 4° 59′ O. Està situada a una altitud de 385 metres i a 107 kilòmetres de la capital de la província, Sevilla.

## Demografia
| 1996  | 1998  | 1999  | 2000  | 2001  | 2002  | 2003  | 2004  | 2005  | 2007  |
| ----- | ----- | ----- | ----- | ----- | ----- | ----- | ----- | ----- | ----- |
| 4.150 | 4.137 | 4.133 | 4.141 | 4.115 | 4.117 | 4.086 | 4.084 | 4.095 | 4.076 |

## Personatges il·lustres
- Ana Reverte.